# Павлова, Нина Михайловна (писательница)
Нина Михайловна Павлова  (8 февраля 1897 года — 15 августа 1973 года) — русская советская писательница, ученый-селекционер, доктор биологических наук.

## Биография
Нина Михайловна Павлова родилась 8 февраля 1897 года в городе Сулин Ростовской области. Отец — русский и советский металлург, академик АН СССР, Герой Социалистического Труда М. А. Павлов, брат — советский учёный-металлург, специалист в области теории процессов пластической деформации, член-корреспондент Академии наук СССР, лауреат Ленинской Премии И.М. Павлов.
В 1900-м году семья Павловых переехала в Екатеринослав (ныне город Днепр), через четыре года – в Санкт-Петербург.
Училась в коммерческом училище в пос. Лесном под Санкт-Петербургом. Обучение было платным. Для поступления в училище надо было сдавать вступительные экзамены, поэтому учащиеся были неплохо подготовлены. Обучение в классах было смешанным. В 1914–1916 годах Н. М. Павлова проходила обучение в Обществе поощрения художеств.  В 1920 году окончила естественное отделение физико-математического факультета Петроградского университета, получив специальность "систематика и география растений". В 1924–1927 годах училась на отделении английского языка Ленинградского фонетического института. 
В формировании интересов ученого и писателя Н. М. Павловой неоценимую роль играла её семья. Мать работала библиотекарем и привила своим детям уважение к книге. Особенную роль в развитии детей сыграл отец, академик Михаил Александрович Павлов.  Отец был для детей примером трудолюбия,  прививал детям уважение к труду.
С 1918 года Нина Михайловна работала преподавателем естествознания трудовой школы при Политехническом институте в Петрограде, потом — ассистентом кафедры ботаники в Педагогическом институте имени Н. А. Некрасова. 
С 1925 года трудилась в отделе плодовых и ягодных культур Всесоюзного института растениеводства (ВИР), где вела селекцию ягодных культур. В 1926–1929 годах без отрыва от работы училась в аспирантуре Петергофского биологического института при ЛГУ. В 1938 году по результатам работ ей была присуждена ученая степень кандидата биологических наук без защиты диссертации. 
С 1928 года проводила селекционную работу  по выведению новых форм растений.  Результатом работы стало выведение 24 новых сортов смородины и крыжовника, включая сорта чёрной смородины: Богатырь, Неосыпающаяся, Бия, Зоя, Голубка, Алтайская десертная; сорта красной смородины Щедрая; крыжовника Черныш, Изабелла, Отличник.  Сорт Неосыпающаяся был районирован в ГДР, включён в государственный сортимент Болгарии, разрешён к размножению в Венгрии. Сорт Богатырь включён в государственный сортимент Болгарии, сорт Щедрая был одобрен для выращивания в Финляндии и Дании.
В 1934 году институт посетили зоолог Лев Валентинович Бианки (брат Виталия Бианки) и редактор журнала «Юный натуралист». Они попросили директора ВИР Н. И. Вавилова порекомендовать им сотрудника, который может писать статьи для детей о работе института. Николай Иванович порекомендовал Н. М. Павлову, писавшую юмористические стихи в стенгазете.  Н. Павлова вошла в «литературную школу», которую создал у себя дома Виталий Бианки. Учениками школы были Николай Сладков, Алексей Ливеровский, Зоя Пирогова, Кронид Гарновский, Святослав Сахарнов, Борис Житков и др., ставшие позднее известными  писателями.   В. В. Бианки стал руководителем и наставником начинающего писателя Н. Павловой. К этой обязанности Виталий Валентинович относился добросовестно. Он тщательно готовился к каждой беседе, делал много замечаний, подробно объяснял формы развития сюжета, рассказывал, как правильно начинать и заканчивать произведение, как отражать в сочинении время. С помощью Виталия Валентиновича Бианки писательница написала первый рассказ «Рекордный снимок» (1935). 
Свои литературные труды Нина Михайловна присылала Бианки для ознакомления по почте, иногда приносила ему рукописи. Бианки читал и редактировал их. Во время болезни Нины Михайловны (острый суставной ревматизм) письма В. В. Бианки были для нее поддержкой.
В 1942 году ее отправили в Ойрот-Туру (ныне Горно-Алтайск) на Алтайскую зональную плодово-ягодную опытную станцию. Там Н. Павлова работала с дикорастущими ягодниками Сибири, а с 1945 года исследовала ягодные культуры в ВИРе. В 1951 году получила ученую степень доктора биологических наук по материалам монографии "Черная смородина в СССР".
В 1959 по 1967 годах работала зав. отделом плодовых культур. Скончалась 15 сентября 1973 года в пос. Пязелево, похоронена в пос. Антропшино Ленинградской области.

## Творчество
Ученый морфолог, систематик и селекционер, Н. М. Павлова получила известность и как детский писатель, автор сказок, рассказов и очерков для детей. В детскую литературу она пришла в 1935 году для популяризации среди детей любимой науки.  
В 1935 году она опубликовала первый рассказ «Рекордный снимок». Потом писала рассказы «Большое чудо», «Живая бусинка», «Жёлтый, белый, лиловый», «Мышонок заблудился», «Хитрый одуванчик». Рассказы печатались в детских журналах «Чиж», «Пионер», «Мурзилка», «Юный натуралист» и др. Произведения писательницы отличались научной достоверностью, доходчивостью для детского ума. Опыление, питание, мимикрию, взаимосвязь растений и насекомых она объясняла без использования научных терминов, в виде увлекательных рассказов. 
Много лет Нина Михайловна сотрудничала со своим наставником, В. В. Бианки. Для девятого издания книги В. Бианки «Лесная газета» написала 28 рассказов, участвовала в выпусках ежемесячной детской радиопередачи «Вести из леса».

## Награды
- Орден Ленина (12.06.1954) — за выслугу лет и безупречную работу
- Орден «Знак Почёта» (1966).
- Знак "Отличник социалистического сельского хозяйства", медали ВДНХ.

## Труды
Изданы следующие произведения писателя:
- Павлова Н. Бабочки: [для дошкольного возраста] / Н. Павлова; рис. Н. Яцкевич. – М.: Гос. изд-во дет. лит. м-ва просвещения РСФСР, 1961. – 19, с.: цв. ил. (моя первая зоология)
- Павлова Н. Живая бусинка: сказки: [для дошкольного возраста] / Н. Павлова; рис. Л. Рыбченковой. – М.: Детская литература, 1970. – 15,  с.: ил. (Мои первые книжки)
- Павлова Н. Загадки цветов: [для младшего возраста] / Н. Павлова; [рис. Е.В. Бианки]. – Л.: Детская литература, 1977. – 93,  с.: ил.
- Павлова Н. Земляничка: [для дошкольного возраста] / Н. Павлова; рис. Н. Чарушина. – М.: Гос. изд-во дет. лит. м-ва просвещения РСФСР, 1962. – 8,  c: цв. ил.
- Павлова Н. Зимние гости: сказки / Н. Павлова: рис. Е. Бианки. – Л.: Гос. изд-во дет. лит. м-ва просвещения РСФСР, 1960. – 34,  с.: цв. ил.
- Павлова Н. Зимние сказки: [для дошкольного возраста] / Н. Павлова; рис. Н. Чарушина. – Л.: Гос. изд-во дет. лит. м-ва просвещения РСФСР, 1961. – 19,  с.: цв. ил.
- Павлова Н. Крылатка-неудачница: сказка: [для дошкольного возраста] / Н. Павлова; рис. Н. Холодовской. – М. Детская литература, 1973. – 11,  с.: цв. ил.
- Павлова Н. Не увидели — увидим. Рассказы и сказки/ Н. Павлова; рис. В.Алфеевского.—М.: Детская литература, 1976.—96 с.: ил.